# Майстер Менні
Майстер Менні (англ. Handy Manny) — мультсеріал для дітей. В українському дубляжі в мові персонажів присутні слова і словосполучення англійською мовою (перші серії були виключно українською мовою).

## Сюжет
Менні, власник ремонтної майстерні, завжди допомагає жителям міста Рокхілз зі своїми інструментами, які здатні розмовляти. Полагодити або побудувати, часто заходячи до Келлі за матеріалами.

## Персонажі

### Люди
- Менні Гарсіа (англ. Manny Garcia) — власник своєї майстерні, допомагає з інструментами жителям міста щось полагодити. Він мексиканського походження.
- Лев незграбно або Леонард незграбно (Містер незграбно) (англ. Leonard Francis Lopart) — власник магазину солодощів, він незграбний, про чому відповідає прізвище, має кішку на ім'я Пушинка (хоча здебільшого звірок є котом і зветься Пушком). Часто відмовляється від допомоги Менні, від чого йому доводиться страждати. В одних серіях його звуть Львом, в інших Леонардом.
- Келлі (англ. Kelly) — власник магазину будматеріалів куди до неї часто заходять Менні з інструментами. Менні, можливо, закоханий в неї.
- Місіс Портільо (англ. Mrs. Portillo) — власниця пекарні. Як і Менні, вона мексиканського походження.
- Дідусю (англ. Granddad) — дідусь Менні. Живе за містом. Менні з інструментами люблять його відвідувати.
- Герман (англ. Hermann) — власник взуттєвої крамниці. Інвалід. За походженням єврей.
- Мер Роза (англ. Mayor of Rosa) — мер міста. Часто звертається до Менні за допомогою.

### Інструменти
- Тук (англ. Pat) — молоток. Тупуватий, та й до того ж тюхтій. Головний інструмент мультсеріалу.
- Ржавик (англ. Rusty) — іржавий розвідний ключ, має боягузливий характер.
- Пилка (англ. Dusty) — пила.
- Смикунець (англ. Squeeze) — плоскогубці. Наймолодший інструмент у Менні. У першому сезоні у Смикунця чоловіча стать. У другому сезоні рід з чоловічого змінюється на жіночий.
- Феліпе (англ. Felipe) — хрестова викрутка.
- Викрут (англ. Flicker) — прямошліцева викрутка. Мабуть, брат вертик. Дуже буркотливий. Часто свариться з Вертиком. Він песиміст і радіє, якщо його негативний прогноз збувається.
- Руля (англ. Stretch) — рулетка, що вимірює предмети мовою.
- Шуруп (англ. Screw) — штучно створена собака Менні. Говорити не вміє, але дуже любить грати.
- Вогник (англ. Flicker) — ліхтарик, розмовляє англійською, з'являється у другому сезоні.
- Щипчиками (англ. Sciche) — плоскогубці. Схожий на Смикунця і на вертик.
- Роланд (англ. Roland) — інструментальний шафа.
- Сверлік (англ. Drill) — дриль
- Лефті, Лілі і Джуніор (англ. Lefty, Lily and Junior) — сім'я гайкових ключів.
- Чих (англ. Chih) — пилосос, часто чхає. Має алергію на тирсу.
- Лучик (англ. Luchik) — рівень. Окрім судин з плаваючими кульками, має ще і лазерну указку.
- Тикс і тутс (англ. Tix and Toots) — гніздові ключі.
- Жужжік (англ. Zhuzhzhik) — гайковерт.

## Український дубляж
Українською мовою було дубльовано студією «Le Doyen» на замовлення Disney Character Voices International у 2010—2011 роках.
- Режисер дубляжу: Людмила Ардельян
- Перекладач: Тетяна Коробкова

| Герой         | Український дубляж   |
| ------------- | -------------------- |
| Менні         | Максим Запісочний    |
| Пилка         | Юлія Перенчук        |
| Феліпе        | Дмитро Завадський    |
| Ржавик        | Михайло Тишин        |
| Вертик        |                      |
| Смикунцем     |                      |
| Викрут        | Сергій Солопай       |
| Келлі         | Катерина Брайковська |
| Руля          |                      |
| Мер Джонсів   |                      |
| Містер Лопарт | Дмитро Вікулов       |

## DVD
Сім DVD-збірників було випущено і один подано до релізу.
| Назва DVD                             | Дата випуску     | Дата випуску      | Епізоди | Інша інформація                                                                     |
|                                       | Регіон 2         | Регіон 1          | |                                                                                     |
| ------------------------------------- | ---------------- | ----------------- | --- | ----------------------------------------------------------------------------------- |
| Handy Manny: Інструмент навколо       | 25 січня 2010    | 21 серпня 2007    | Вимкнути день Аміго Гранде Липке виправлення Пат Викрутка Супермоги                                                            |                                                                                     |
| Handy Manny: Фіксуючи це право        | TBA              | 19 лютого 2008    | Менні на допомогу Феліпе вражає Велика ідея Пата Іржаві до рятувальних робіт Детектив Дасти                                    |                                                                                     |
| Зручний Менні: Маньї Пет              | 6 червня 2009    | 5 серпня 2008     | Lyle та Leland Lopart Blackout на блоці Squeeze робить обіцянку Pet Problem Кіті сидить Допомога Gopher Замок Крендель Renaldo | Усі епізоди на цьому DVD-диску відносяться до animals та pets.                      |
| Handy Manny: Зелена команда Менні     | TBA              | 31 березня 2009   | Збереження черепах Наукова ярмарок Менні виходить сонячна легка робота Інструменти Bloomin '                                   | Всі епізоди цього DVD пов'язані з переробкою і доглядом за землею.                  |
| Handy Manny: Дуже зручне свято        | 2 листопада 2009 |                   | Дуже зручне свято Зручний новий рік                                                                                            | Мова: Англійська , Французька, Італійська, Іспанська, Португальська та Голландська. |
| Handy Manny's Motorcycle Adventure    | TBA              | 1 грудня 2009     | Пригоди в мотоциклах Дуже зручне свято                                                                                         |                                                                                     |
| Handy Manny: Велика гонка             | TBA              | 20 квітня 2010    | Велика гонка Швидкий скутер Едді Зайчик у підвалі                                                                              |                                                                                     |
| Handy Manny: З днем народження!       | 26 квітня 2010   |                   | Cinco-De-Mayo Партія Піньята Парк скейтборду                                                                                   |                                                                                     |
| Handy Manny: Велика будівельна робота | 7 листопада 2010 | 16 листопада 2010 | Великі будівельні роботи / хороші огорожі / метелик                                                                            |                                                                                     |